# شهادة مشغل جوي
شهادة المشغل الجوي (air operator's certificate) اختصاراً (AOC) هي الموافقة التي تمنحها هيئة طيران مدني (CAA) لمشغل طائرات للسماح له باستخدام الطائرات لأغراض تجارية. يتطلب هذا من المشغل أن يكون لديه موظفين وأصول ونظام لضمان سلامة موظفيه وعامة الناس. ستدرج الشهادة أنواع الطائرات والتسجيلات التي سيتم استخدامها ولأي غرض وفي أي منطقة - مطارات أو منطقة جغرافية محددة.

## فئات
يمكن منح شهادة مشغل جوي لواحد أو أكثر من الأنشطة التالية:
- الدعاية الجوية.
- التصوير الجوي.
- التنقيط الجوي.
- المسح الجوي.
- الإسعاف الجوي أو الاخلاء الطبي الجوي.
- العارض (قدرة منخفضة وقدرة عالية).
- مكافحة الحرائق.
- تدريب الطيران.
- النقل العام العادي (RPT) (سعة منخفضة وسعة عالية).

العمليات ذات السعة المنخفضة هي عند تشغيل طائرة تقل عن 38 مقعدًا للركاب، وتكون السعة العالية أعلى من ذلك.

## متطلبات
تختلف متطلبات الحصول على شهادة مشغل جوي (AOC) من دولة إلى أخرى، ولكن يتم تعريفها بشكل عام على النحو التالي:
- عدد كاف من الموظفين مع الخبرة المطلوبة لنوع العمليات المطلوبة.
- طائرات صالحة للطيران، ومناسبة لنوع العمليات المطلوبة.
- أنظمة مقبولة لتدريب الطاقم وتشغيل الطائرات (دليل العمليات).
- نظام جودة لضمان اتباع جميع اللوائح المعمول بها.
- تعيين موظفين رئيسيين مسؤولين عن وظائف محددة للسلامة مثل التدريب والصيانة والعمليات.
- تأمين مسؤولية الناقل (للخطوط الجوية) - يجب أن يكون لدى المشغلين تأمين كافٍ لتغطية إصابة أو وفاة أي مسافر.[4]
- إثبات أن المشغل لديه موارد مالية كافية لتمويل العملية.
- لدى المشغل بنية تحتية أرضية كافية، أو ترتيبات لتزويد بنية تحتية كافية، لدعم عملياته في المطارات المطلوبة.
- يحمل الشهادة شخص اعتباري يقيم في البلد أو منطقة التطبيق (لـ EASA).

## الاختلافات الدولية
يشار إلى شهادة المشغل الجوي (AOC) على أنها شهادة تشغيل ناقل جوي في الولايات المتحدة وشهادة المشغل الجوي في نيوزيلندا.

### نيوزيلاندا
تحدد هيئة الطيران المدني في نيوزيلندا، الجزء 119، قواعد اعتماد المشغل الجوي لعمليات النقل الجوي (ATO) وعمليات النقل التجاري (CTO). أنها توفر مستويين من الشهادات: (أ) AOC للعمليات الجوية في جميع أحجام الطائرات؛ (ب) الطيران العام AOC للعمليات الجوية في طائرات الهليكوبتر والطائرات ذات تسعة مقاعد أو أقل للركاب.

### الولايات المتحدة
وفقًا لوزارة النقل الأمريكية، يتعين على إدارة الطيران الفيدرالية الاحتفاظ بشهادة تشغيل الناقل الجوي في فئة اللياقة البدنية. يجب أن يحافظ الناقل الجوي على المعايير الثلاثة التالية: التمويل الكافي، والإدارة المختصة، والاستعداد للامتثال للقوانين واللوائح المعمول بها. يجب أن يحتفظ مواطنو الولايات المتحدة بما لا يقل عن 75 في المائة من شركات الطيران التي تتحكم في حقوق التصويت.

## تحويل
AOC قيمة. إنه يوضح قبول NAA ذي الصلة لموظفي المشغل والبنية التحتية والإجراءات. في معظم الولايات القضائية  قد يتم بيع أو الحصول على AOC لتجنب العملية الشاقة لكسب قبول المنظم لـ AOC جديدة. تحقيقًا لهذه الغاية، يمكن بيع شركة طيران فاشلة كمنشأة مستمرة ثم تغييرها إلى شركة أخرى. على سبيل المثال ، اشترت شركة خطوط نورث ويست الجوية شهادة المشغل الجوي (AOC) التابعة لشركة الخطوط الجوية فلاي (FLYi) لبدء شركة خطوط كومباس الجوية (Compass Airlines)، وهي الآن شركة طيران مغذية لشركة خطوط دلتا الجوية ويتم تسويقها باسم دلتا كونكشن (Delta Connection). وبالمثل، اشترت شركة الخطوط الجوية الإستراتيجية شركة AOC وموظفيها ومسارات خطوط طيران آوزجت (OzJet) الفاشلة.

## روابط خارجية
- CAA UK - قائمة حاملي AOC في المملكة المتحدة
- FAA USE - قاعدة بيانات قابلة للبحث لحاملي الشهادات